# Paulding (Ohio)
Paulding település az Amerikai Egyesült Államok Ohio államában, Paulding megyében, melynek megyeszékhelye is. Lakosainak száma 3555 fő (2020. április 1.).

## Népesség
A település népességének változása:

| 2010 | 3 605 |
| 2020 | 3 555 |